# Liste der Monuments historiques in Tonquédec
Die Liste der Monuments historiques in Tonquédec führt die Monuments historiques in der französischen Gemeinde Tonquédec auf.

## Liste der Bauwerke
| Bezeichnung    | Beschreibung              | Standort             | Kennzeichnung | Schutzstatus | Datum | Bild           |
| -------------- | ------------------------- | -------------------- | ------------- | ------------ | ----- | -------------- |
| Haus           | Erbaut 1730               | 1, Grande-Rue (Lage) | PA22000028    | Inscrit      | 2007  |                |
| Burg Tonquédec | Erbaut im 14. Jahrhundert | (Lage)               | PA00089667    | Classé       | 1862  | weitere Bilder |

## Liste der Objekte

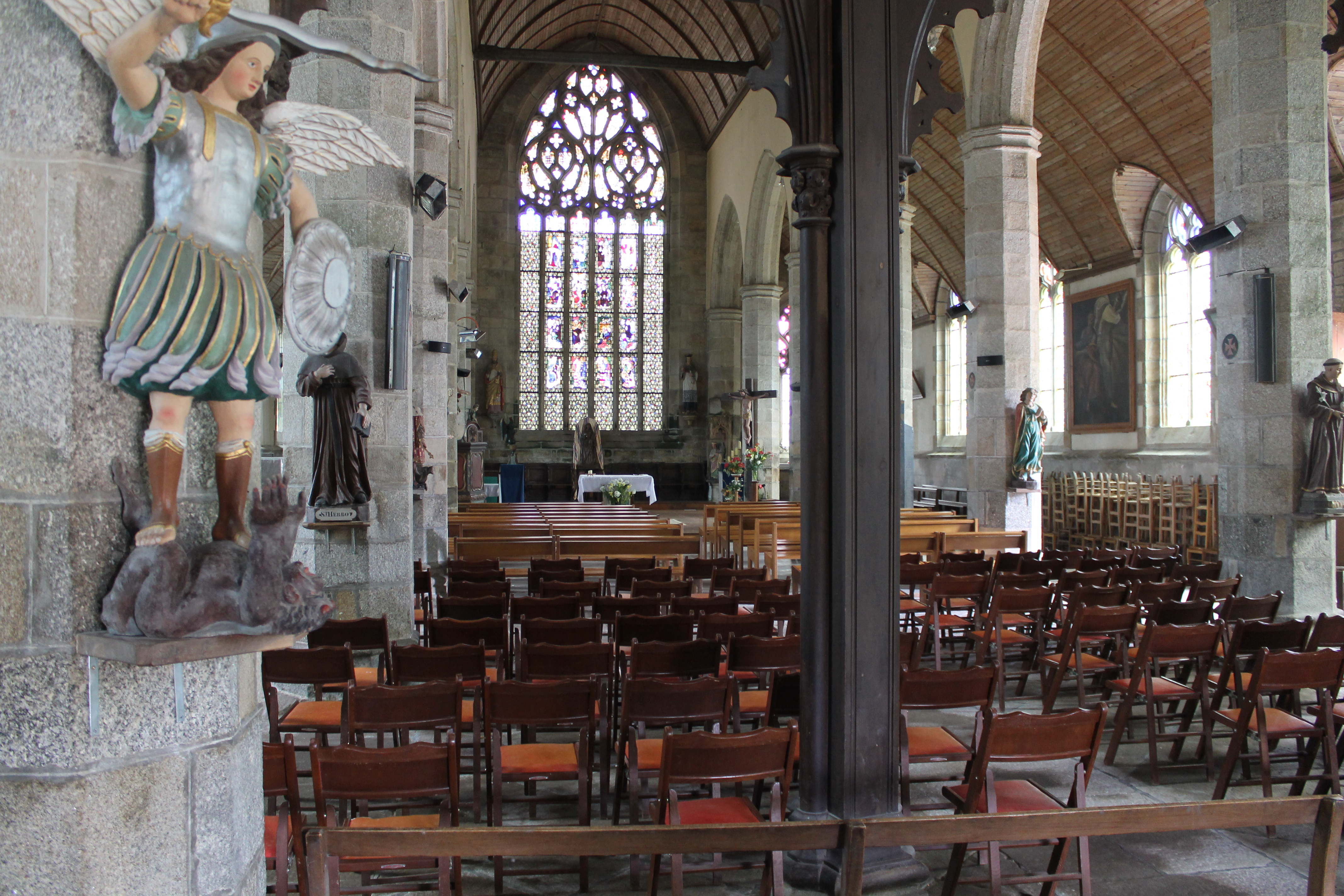
Skulptur des Erzengels Michael (17. Jahrhundert) in der Kirche St-Pierre

- Monuments historiques (Objekte) in Tonquédec in der Base Palissy des französischen Kultusministeriums